# Bryum mesodon
Bryum mesodon är en bladmossart som beskrevs av Johann Amann 1930. Bryum mesodon ingår i släktet bryummossor, och familjen Bryaceae. Inga underarter finns listade i Catalogue of Life.